# 모르타델라
모르타델라(이탈리아어: mortadella, 스페인어·포르투갈어: mortadela)는 이탈리아의 소시지이다. 곱게 다진 돼지고기에 깍둑썬 돼지기름, 후추 등 향신료, 그리고 피스타치오 등을 섞어 만든 소시지로, 포르투갈과 스페인에서도 즐겨 먹는다.

## 사진 갤러리

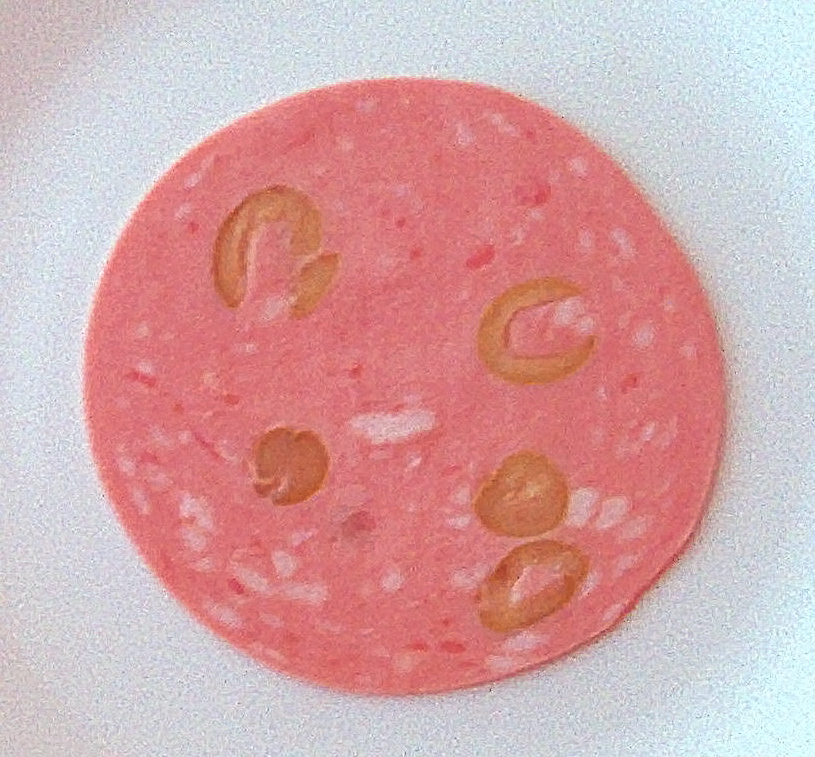
올리브를 넣어 만든 포르투갈식 모르타델라

## 같이 보기
- 조 루어